# Kútniky

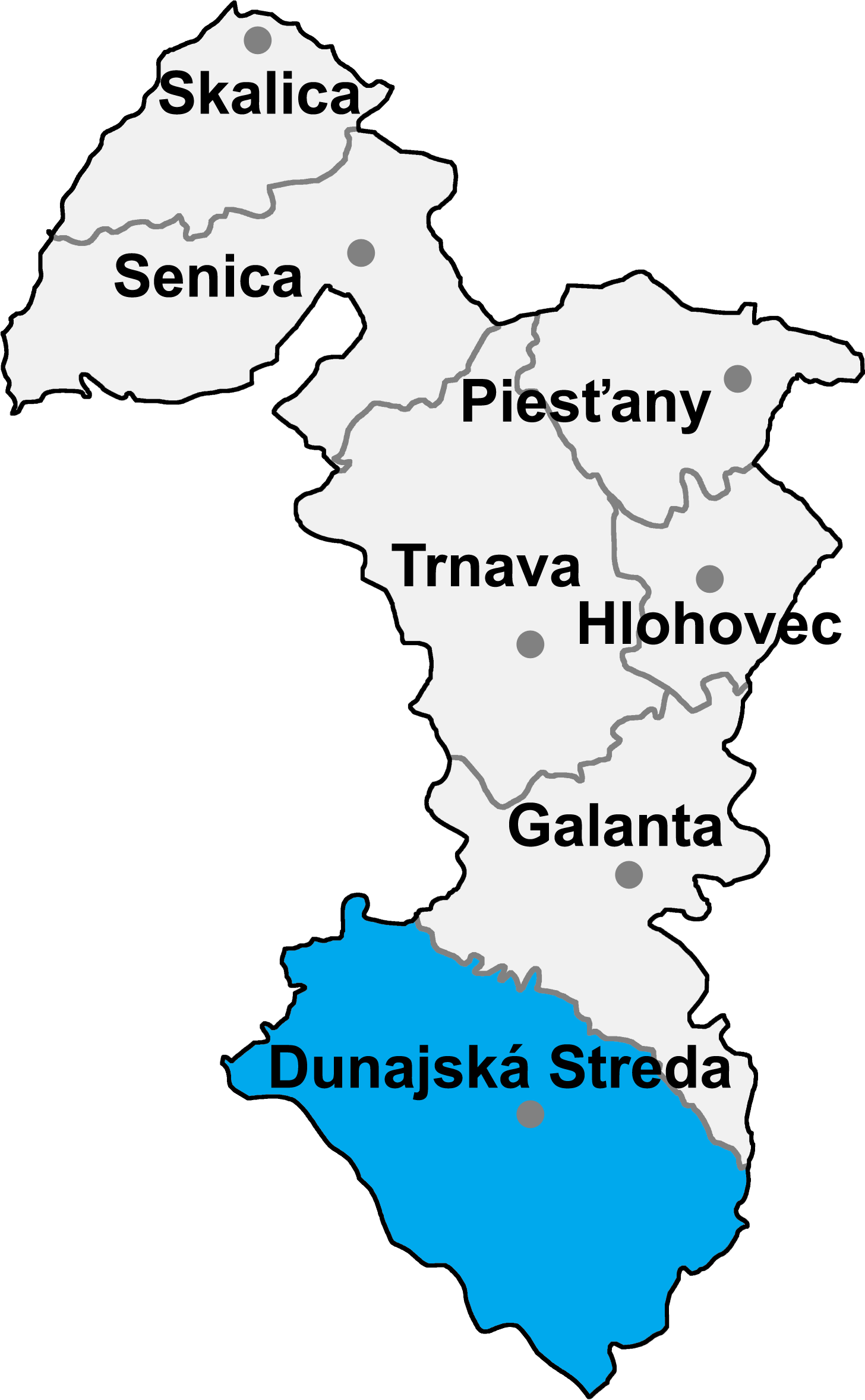
Localização de Dunajská Streda (distrito) na Trnava (região)

O Distrito eslovaco de Kútniky é um dos sessenta e quatro municípios que formam a Distrito de Dunajská Streda, situada em Região de Trnava, Eslováquia.

## Demografia
| Ano:        | 1994 | 2004    | 2014    | 2024   |
| ----------- | ---- | ------- | ------- | ------ |
| Broj ljudi: | 817  | 1040    | 1382    | 1505   |
| Razlika:    |      | +27,29% | +32,88% | +8,90% |

| Ano:               | 2023 | 2024   |
| ------------------ | ---- | ------ |
| Número de pessoas: | 1503 | 1505   |
| Diferença:         |      | +0,13% |